# Joaquín Pérez Villanueva
Joaquín Pérez Villanueva (El Barco de Ávila, 17 de diciembre de 1910 - Madrid, 1 de junio de 1994) fue un historiador, profesor y político español.

## Biografía
Estudió la carrera de Historia en las universidades de Valladolid y Madrid, obteniendo en 1940 por oposición la cátedra de Historia de España de las edades moderna y contemporánea de la Universidad de Santiago de Compostela. Un año más tarde logró el traslado a la Universidad de Valladolid. Ocupó diversos cargos bajo el franquismo. Se le consideró de tendencia falangista, aunque partidario a partir de los años cincuenta de cierta apertura.
Fue nombrado gobernador civil de Segovia y después de Salamanca. En 1951, Joaquín Ruiz-Giménez lo nombra director general de Enseñanza Universitaria. Nombrará a Antonio Tovar rector de la Universidad de Salamanca y a Pedro Laín Entralgo de la de Madrid. Posteriormente fue director del Colegio de España en París. Fue director general de Bellas Artes durante el Gobierno de Carlos Arias Navarro (1974). Cuando cesa de sus cargos políticos, se dedica de nuevo a la enseñanza y obtiene cátedra en Madrid.
Hasta su jubilación (1980) fue representante de España ante el Consejo Ejecutivo de la Unesco. 
En 1986 fue elegido miembro de la Real Academia de Bellas Artes de San Fernando

## Distinciones
- Hijo adoptivo de Segovia (1975)[3]

## Obras de Joaquín Pérez Villanueva
- Ramón Menéndez Pidal : su vida y su tiempo. Madrid 1991
- (Dir.) Historia de la Inquisición en España y América. 3 volúmenes: I - El proceso histórico de la Inquisición; II - Las estructuras del Santo Oficio y III - Temas y Problemas[4]